# 愛我你就抱抱我
《愛我你就抱抱我》是台灣女子偶像團體A'N'D的第三張數位單曲專輯，2016年7月22日在綜藝大熱門首次表演舞蹈。並成為《終極遊俠》片尾曲。